# 貴人厳氏
貴人嚴氏（きじん げんし、クィイン オムシ、귀인엄씨、生年不詳 - 1504年3月20日）は李氏朝鮮第9代国王成宗の後宮。嚴山寿（げん さんじゅ、オム・サンス、엄산수、1423年? - 1504年）の娘。諱は銀召史（ぎんしょうし、ウンソサ、은소사）または銀召伊（ぎんしょうい、ウンソイ、은소이）。

## 生涯
嚴山寿の娘として誕生。姉と妹がおり姉は王族のひとり丹溪副正李潾（たんけいふくしょう り りん、タンゲブジョン イ・イン、단계부정 이인、生没年不詳）に嫁し、妹は末今（まつきん、マルクム、말금）という名で許則同（きょ そくどう、ホ・チクトン、허칙동）の妻となった。宮中に入った後昭容に封じられ一女を儲けた。成宗崩御時では淑儀に封じられていたと墓誌文に記載がある。同じく成宗の後宮であった昭容鄭氏と共に王妃尹氏を訴え、その結果尹氏は廃位され後に賜死された。
燕山君は母親の廃位と死はこのふたりのせいだとして深く恨み、1504（燕山10）年3月20日深夜、鄭氏と嚴氏を王宮の庭に連れ出し緊縛して暴力を振るっただけでなく鄭氏の息子である安陽君李㤚と鳳安君李㦀に棒で2人が息絶えるまで殴らせた。その後2人の遺体を切断して塩漬けにし山や野にばら撒いて遺棄させたという。父・嚴山寿は80歳を過ぎた高齢者で連座の対象ではなかったにもかかわらず同年4月斬首刑に処せられ、娘の恭慎翁主（コンシンオンジュ）は牙山に流罪となった。3人の兄たちも流刑に処せられた後流刑地にて処刑されている。
中宗即位後に身分が回復され貴人を追贈された。

## 家系
- 父: 嚴山寿
  - 姉: 李潾室
  - 妹: 嚴末今 - 許則同室
  - 他、兄3人あり

- 夫: 成宗
  - 恭慎翁主（朝鮮語版）（生没年不詳）- 韓景琛正室